# Bompa Punk
Bompa Punk is een Nederlandstalig liedje van de Belgische band Belgian Asociality uit 1991. Ondanks het feit dat het nummer nooit als single werd uitgebracht, behoort het tot de bekendsten in hun repertoire.
Het liedje verscheen op het album Astamblief uit 1991. Zes jaar later (1997) bracht de groep het nummer in een nieuwe versie uit op het album Cut!.

## Meewerkende muzikanten
- Chris Ruffo -  drums
- Mark Vosté - zang
- Patrick Van Looy - gitaar
- Tom Lumbeeck - basgitaar